# تقویم بالی
تقویم ساکا بالی یکی از دو تقویمی است که در جزیره بالی اندونزی استفاده می شود. بر خلاف تقویم ۲۱۰ روزه پاووکون، این تقویم بر اساس مراحل ماه است و تقریباً به اندازه سال گرمسیری (سال شمسی، سال میلادی) است.

## ماه ها

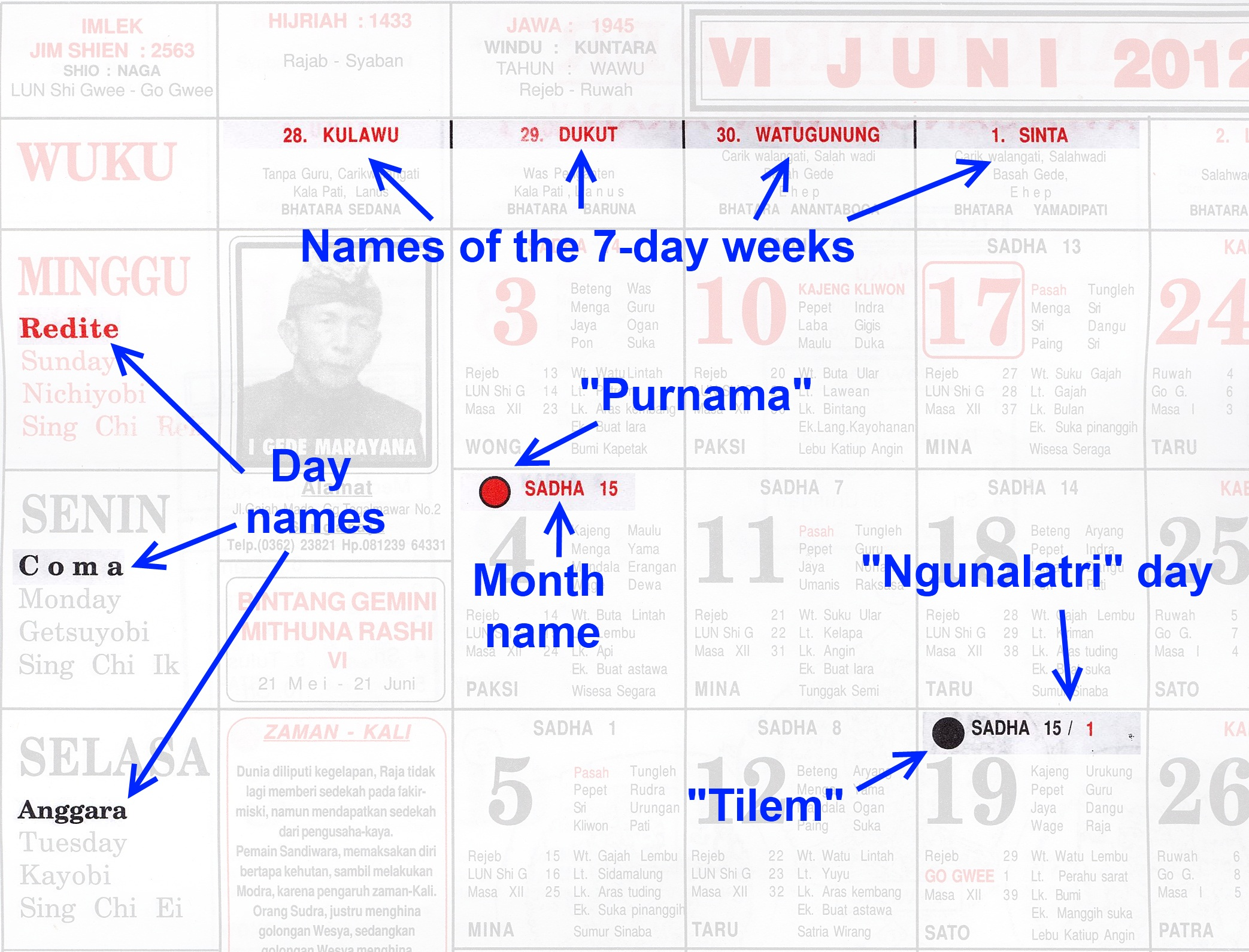

- اطلاعاتی در مورد تقویم ساکا در تقویم دیواری بالیایی

بر اساس یک تقویم قمری، سال ساکا شامل دوازده ماه است که هر کدام ۳۰ روز است. با این حال، از آنجایی که چرخه قمری کمی کوتاه‌تر از ۳۰ روز است و طول سال قمری ۳۵۴ یا ۳۵۵ روز است، تقویم به گونه‌ای تنظیم می‌شود که از همگام‌سازی آن با چرخه‌های قمری یا خورشیدی جلوگیری شود. ماه ها با اختصاص دو روز قمری به یک روز شمسی در هر ۹ هفته تنظیم می شوند. این روز را ngunalatri، سانسکریت به معنای "منهای یک شب" می نامند. برای جلوگیری از انحراف بی‌رویه ساکا از سال شمسی همانطور که در تقویم اسلامی اتفاق می‌افتد یک ماه اضافی، که به عنوان ماه میانی شناخته می‌شود، پس از یازدهمین ماه (زمانی که به عنوان مالا جیستا شناخته می‌شود) یا بعد از ماه دوازدهم اضافه می‌شود(ملاصدا). طول این ماه ها بر اساس چرخه عادی ۶۳ روزه محاسبه می شود. هر زمان که لازم باشد برای جلوگیری از سقوط روز پایانی ماه هفتم، به نام Tilem Kapitu، در ماه میلادی دسامبر، یک ماه میانی اضافه می شود.
نام دوازده ماه از مخلوطی از کلمات بالیایی و سانسکریت قدیم برای ۱ تا ۱۲ گرفته شده است و به شرح زیر است:
```
یکم
سوم
چهارم
پنجم
پنج
هفتم
هجده
نهم
دهم
جیستا
سادا
روتا
```